# Province d'Antofagasta
Pour les articles homonymes, voir Antofagasta (homonymie).
La province d'Antofagasta se trouve dans la deuxième région du pays, la région d'Antofagasta au Chili. La province comporte 318 779 habitants (2002) pour une superficie de 66 125 km2, soit une densité de 4,82. Cette province est subdivisée en quatre communes.

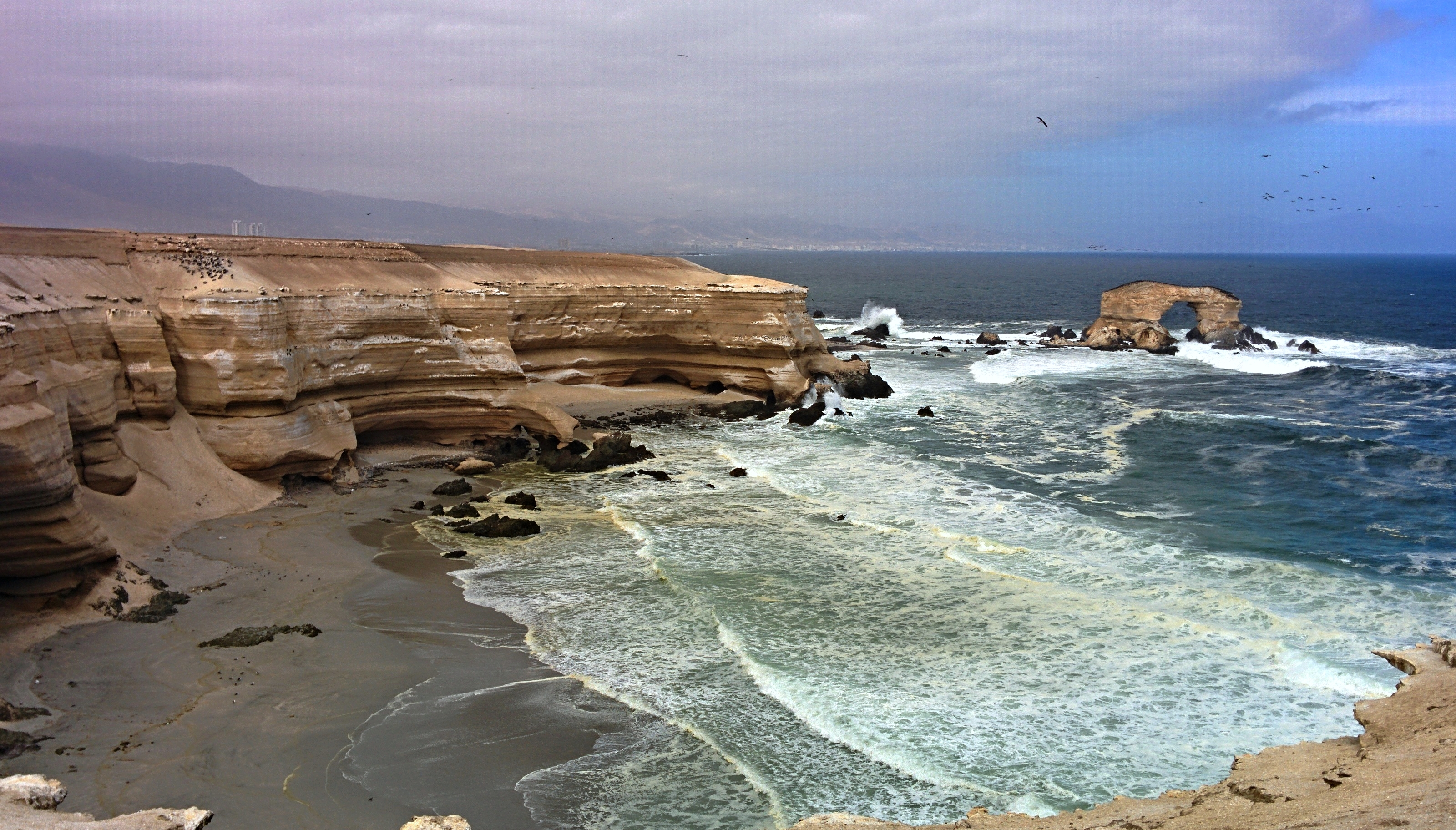
La Portada

## Communes
La province comprend les communes suivantes :
- Antofagasta ;
- Mejillones ;
- Sierra Gorda ;
- Taltal.

### Antofagasta
La commune de Antofagasta, où se trouve la capitale régionale est la plus peuplée de la province. Elle est située en bordure du Pacifique. Elle est entourée au nord par la commune de Mejillones, à l'est par la commune de Sierra Gorda et au sud par la commune de Taltal.
295 792 habitants vivaient dans la capitale en (2002) soit 93 % de la population de la province et 60 % de celle de la région.
Dans les environs du village de Yungay, on a la certitude qu'il n'y a pas eu de pluie depuis que l'on relève la météo, il est même probable qu'aucune pluie ne soit tombée depuis plusieurs siècles. Des analyses faites dans le sol ne relèvent aucune trace de vie microscopique (virus, bactérie, levures...).

### Mejillones
La commune de Mejillones est entourée au nord par la commune de Tocopilla, à l'ouest par l'océan Pacifique, à l'est par la commune de Sierra Gorda et au sud par la commune de Antofagasta. Sa population en 2002 était de 8 418 habitants, à 90 % urbaine.

À Mejillones on trouve hôtel, camping, un poste d'essence et un petit musée.

### Sierra Gorda
La commune de Sierra Gorda est située sur le haut plateau central, en plein désert d'Atacama. Cette commune est entourée à l'ouest par les communes de Mejillones et Antofagasta, à l'est par la commune de Calama. Sa population était en 2002 de 2.356 habitants et principalement regroupée dans la petite ville de Barquedano.
Sur cette commune se trouvent la majorité des anciennes exploitations de salpêtre qui ont fait la richesse de cette province dans la première moitié du XXe siècle.
Un seul poste de carburant sur cette commune au lieu-dit Carmen Alto à la bifurcation de la route no 5 et de la no 25 qui va vers Calama

### Taltal
Commune la plus méridionale de la province et de la région, Taltal est entourée à l'ouest par l'océan Pacifique, au nord et à l'est par la commune de Antofagasta. Sa population était en 2002 de 11 100 habitants dont 10 125 dans la ville de Taltal.
Une petite partie du Parc National Pan de Azucar se trouve sur la commune de Taltal, ainsi que la réserve nationale Paposo.
Il n'y a que deux stations de carburants dans la commune, à Taltal et à Agua Verde sur la route no 5, cette station est d'ailleurs la dernière cette route avant Antofagasta, dont elle est distante de 200 km.